# Kenan Sofuoğlu

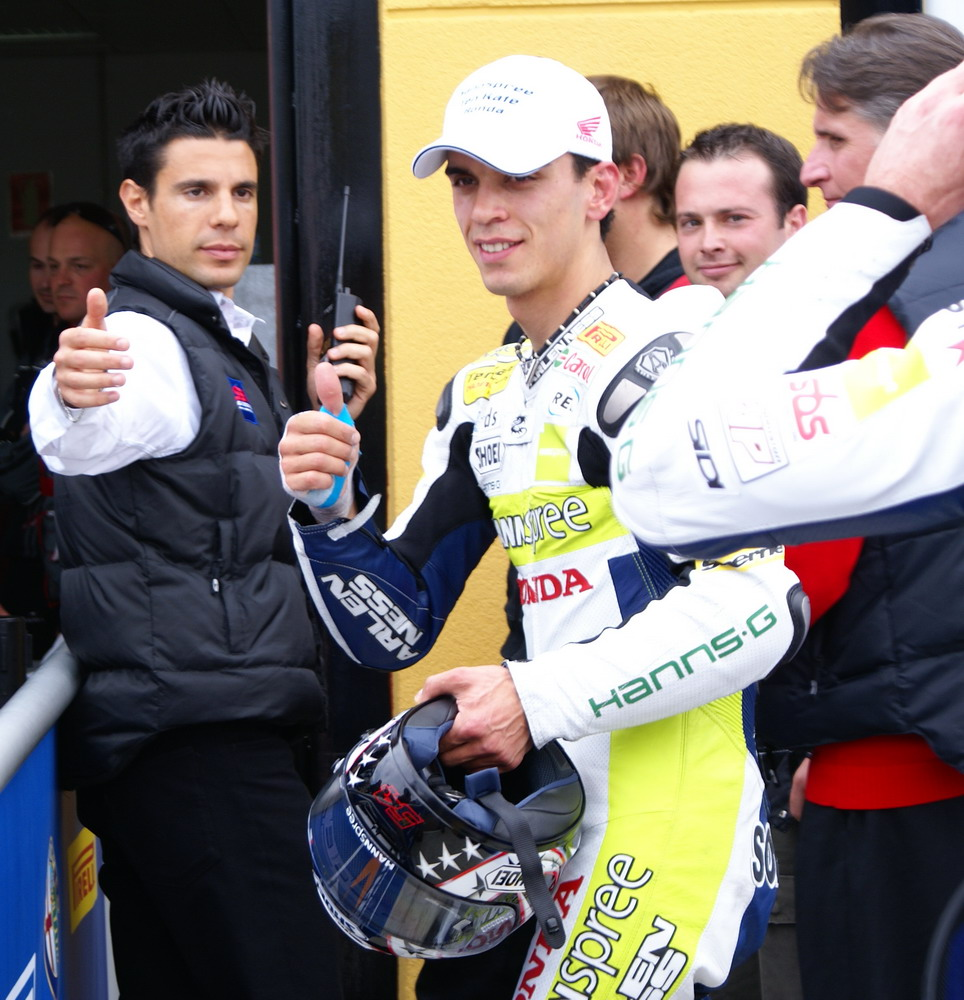
Kenan Sofuoğlu

Kenan Sofuoğlu (Adapazarı, 25 augustus 1984) is een Turkse motorcoureur die in 2007, 2010, 2012, 2015 en 2016 het Wereldkampioenschap Supersport op zijn naam schreef.
Sofuoğlu werd als derde kind geboren in de Sofuoğlu-familie. Hij heeft één zuster en had twee broers. De twee broers waren allebei ook lokale racers, maar zijn beiden door ongevallen om het leven gekomen.
Zijn vader heeft een eigen garage waar hij motoren repareert.
Sofuoğlu rijdt met het racenummer 54, omdat dit relateert aan de eerste twee cijfers op het Turks kenteken. Nummer 54 verwijst weer naar de provincie waar zijn geboorteplaats, Adapazarı in ligt, Sakarya.

## Biografie
De nu in het Duitse Grevenbroich wonende coureur begon zijn carrière in 2000 waar hij in dat jaar het Turks Supersport kampioenschap Klasse B veroverde, in 2001 werd hij derde in deze klasse.
In 2002 won Sofuoğlu de Duitse Yamaha-R6-Dunlop-Cup.
In 2003 werd Sofuoğlu derde in de IDM Supersport.
In 2004 behaalde Sofuoğlu een derde plaats in het EK Superstock 1000.
In 2005 werd Sofuoğlu tweede in het FIM Superstock 1000 Cup.
In 2006 ging Sofuoğlu bij het Nederlandse Ten Kate Honda Team in het WK Supersport rijden waar hij in dat jaar derde werd en in 2007 het wereldkampioenschap veroverde in deze klasse. Hij zette met acht overwinningen in dertien races en 276 WK-punten een nieuw record in deze klasse en werd de eerste Turkse wereldkampioen op een motor aller tijden.
In 2008 wisselde Sofuoğlu binnen het team van het WK Supersport naar het WK Superbikes maar was niet zo succesvol in deze klasse. Hij behaalde een achttiende plaats in het WK. Daarom ging Sofuoğlu in 2009 maar weer van start in het WK Supersport waar hij een derde plaats behaalde in dat jaar.
In 2010 werd Sofuoğlu weer voor de tweede keer wereldkampioen in het WK Supersport. Na het beëindigen van het seizoen verliet Sofuoğlu het Ten Kate Honda Team om in de Moto2 klasse te gaan rijden.
In 2010 verving Sofuoğlu de verongelukte Shoya Tomizawa bij het Technomag-CIP Team voor de laatste 2 races van het Moto2 seizoen.
Op 6 november 2010 werd bekendgemaakt dat Sofuoğlu voor het Technomag-CIP Team gaat racen in het Moto2 seizoen 2011.

## Statistieken

### WorldSBK
| Seizoen | Klasse          | Motor | Races | Overw. | Podium | Poles | Ptn | Pos |
| ------- | --------------- | ----- | ----- | ------ | ------ | ----- | --- | --- |
| 2003    | Supersport      |       | 3     | 0      | 0      | 0     |     |     |
| 2004    | Superstock 1000 |       | 9     | 0      | 5      | 0     |     | 3   |
| 2005    | Superstock 1000 |       | 9     | 3      | 7      | 4     |     | 2   |
| 2006    | Supersport      |       | 12    | 2      | 7      | 0     |     | 3   |
| 2007    | Supersport      |       | 13    | 8      | 12     | 5     |     | 1   |
| 2008    | Superbike       |       | 23    | 0      | 0      | 0     |     | 18  |
| 2008    | Supersport      |       | 1     | 1      | 1      | 1     |     | 19  |
| 2009    | Supersport      |       | 14    | 3      | 6      | 1     |     | 3   |
| 2010    | Supersport      |       | 13    | 3      | 13     | 5     |     | 1   |
| 2012    | Supersport      |       | 13    | 4      | 9      | 1     |     | 1   |

### Wereldkampioenschap wegrace
| Seizoen | Klasse | Motor  | Races | Overw. | Podium | Poles | Ptn | Pos |
| ------- | ------ | ------ | ----- | ------ | ------ | ----- | --- | --- |
| 2010    | Moto2  | Suter  | 2     | 0      | 0      | 0     | 11  | 29e |
| 2011    | Moto2  | Suter  | 14    | 0      | 1      | 0     | 59  | 17e |
| Totaal  | Totaal | Totaal | 16    | 0      | 1      | 0     | 70  |     |